# ضفدع الجبل
ضفدع الجبل أو ضفدع الأوروبي (الاسم العلمي bufo bufo)، هو حيوان برمائي من فصيلة علجوم حقيقي توجد في معظم أنحاء أوروبا (باستثناء أيرلندا وأيسلندا، وبعض جزر البحر الأبيض المتوسط )،وفي الجزء الغربي من شمال آسيا، وفي جزء صغير من شمال غرب أفريقيا. ويمكن أن يصل طوله إلى نحو 15 سم، ويقضي معظم وقته على اليابسة، ويمتاز بجلد خشن ثؤلولي،
وفمه مجرد من الأسنان تمامًا، وهو ذات لون بني رمادي.